# Fosse no 3 des mines de Vicoigne
La fosse no 3 dite Ewbank de la Compagnie des mines de Vicoigne est un ancien charbonnage du Bassin minier du Nord-Pas-de-Calais, situé à Raismes. La fosse Ewbank est ouverte par la Compagnie de Bruille. Cette dernière s'associe avec les Compagnie de Cambrai et de l'Escaut pour former la Compagnie de Vicoigne. Un terril no 173A, Vicoigne Ouest, est édifié au nord de la fosse, de l'autre côté de la route. La fosse est détruite pendant la Première Guerre mondiale. Très peu utilisée jusqu'alors, elle devient, en remplacement de la fosse no 4, le siège de concentration de la concession de Vicoigne. Elle bénéficie alors d'installations modernes bâties en béton armé.
La Compagnie des mines de Vicoigne est nationalisée en 1946, et intègre le Groupe de Valenciennes. La fosse no 3 cesse d'extraire en 1955, date à laquelle elle est concentrée sur la fosse Sabatier des mines d'Anzin. Elle assure l'aérage jusqu'en 1980, date à laquelle le puits no 3 est remblayé. Les installations dont le chevalement sont détruites l'année suivante. Le terril est partiellement exploité.
Au début du XXIe siècle, Charbonnages de France matérialise la tête de puits no 3. Il subsiste les piliers de l'entrée, ainsi qu'un bâtiment et le logement du garde, reconvertis en habitations. Les cités ont été rénovées. Le terril est entièrement boisé.

## La fosse

### Fonçage
La fosse Ewbank est ouverte en 1839 par la Compagnie de Bruille, dans le hameau de Vicoigne à Raismes. Cette même année, les compagnies de l'Escaut et de Cambrai ouvrent respectivement les fosses Évrard et Le Bret, et Boitelle dans le même hameau. L'administration des Mines parvient à convaincre les dirigeants des compagnies de s'unir, et ceux-ci fondent la Compagnie des mines de Vicoigne, une situation similaire entraîne la création de la Compagnie des mines d'Azincourt par la fusion de quatre sociétés.

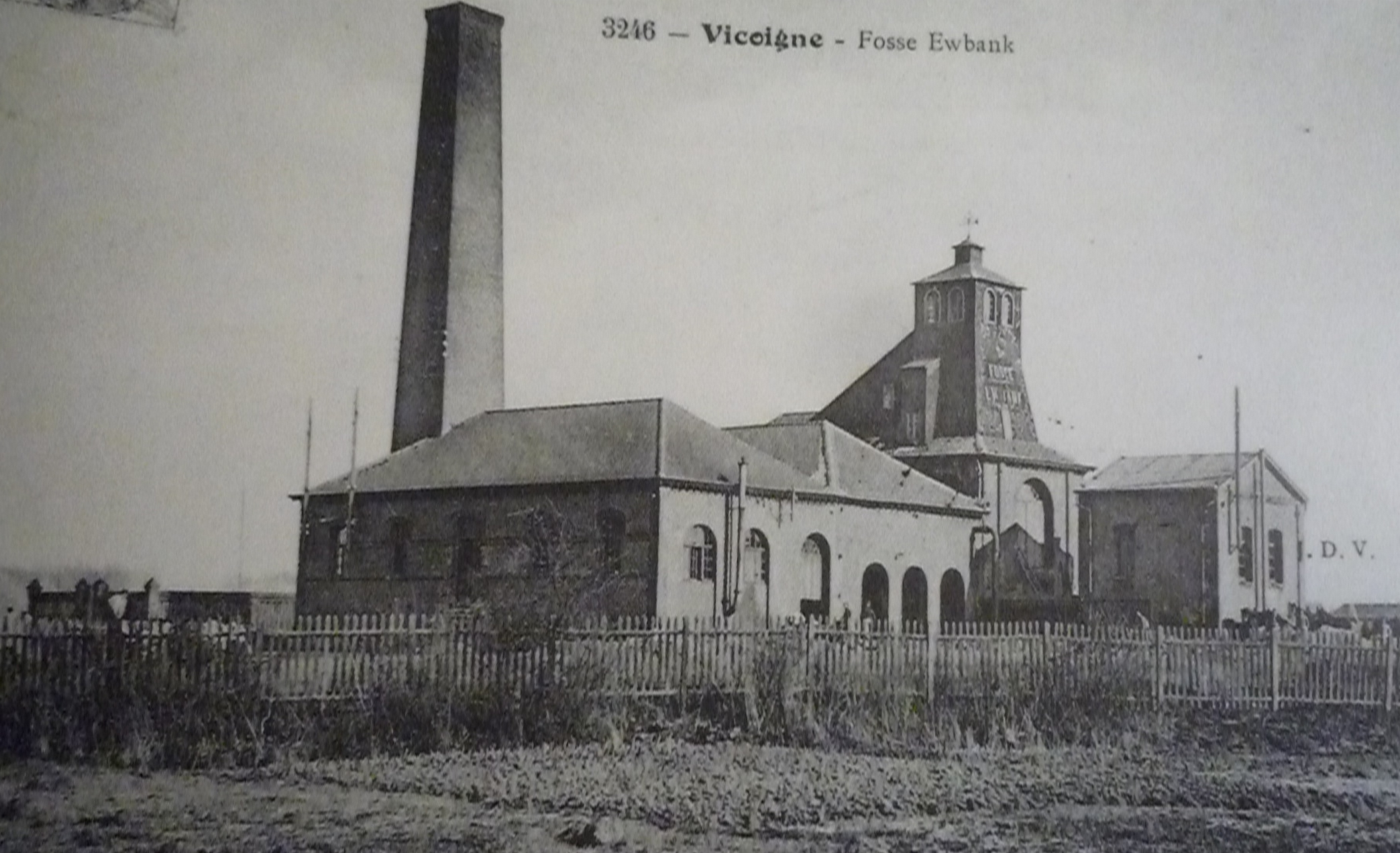
La fosse no 3 avant la guerre.

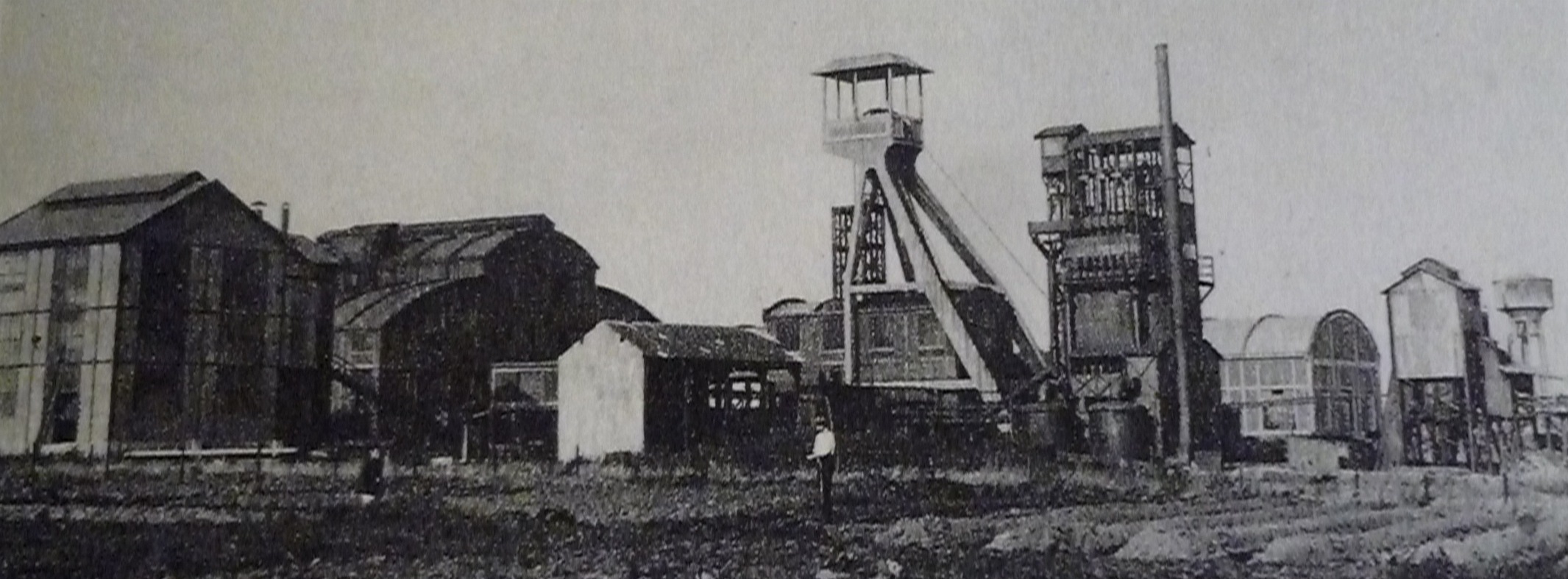
La fosse no 3 et ses installations.

L'ordonnance du 12 septembre 1841 institue la concession de Vicoigne, sur une superficie de 1 320 hectares. Les fosses Boitelle, Évrard, Ewbank et Le Bret deviennent alors respectivement les fosses nos 1, 2, 3 et 4 des mines de Vicoigne,.
L'orifice du puits est situé à l'altitude de 22 mètres. Le terrain houiller est atteint à la profondeur de 89 ou de 91 mètres, sur une faille du cran de Vicoigne.

### Exploitation
La fosse no 3 a une position centrale parmi les autres fosses de la Compagnie de Vicoigne. Elle est située à 983 mètres au sud-sud-ouest de la fosse no 1, à 460 mètres au nord-est de la fosse no 2 et à 727 mètres au sud-ouest de la fosse no 4.
Le grand accident sépare la fosse no 3 des veines du midi. Au nord de la fosse, le gisement présente une irrégularité relative qui diminue l'importance de l'extraction dans cette région. La fosse n'extrait presque pas, elle est concentrée sur la fosse no 4, puisque située entre celle-ci et la fosse no 2, et à cause d'un gisement très irrégulier. La fosse no 3 est profonde de 230 mètres en 1888.
La fosse no 3 est détruite durant la Première Guerre mondiale. Elle est alors reconstruite avec des bâtiments et un chevalement en béton armé et devient, à partir de 1920, le siège de concentration de la concession de Vicoigne. le puits est en 1922 profond de 410 mètres, et la fosse a produit 162 550 tonnes en 1927.
La Compagnie des mines de Vicoigne est nationalisée en 1946, et intègre le Groupe de Valenciennes. La fosse no 3 cesse d'extraire en 1955, lorsqu'elle est concentrée sur la fosse Sabatier des mines d'Anzin, sise à 2 620 mètres à l'est, et lui assure le retour d'air jusqu'en 1980. À cette date, le puits no 3, profond de 410 mètres, est remblayé. Les installations, dont le chevalement, sont détruites l'année suivante.

### Reconversion
Au début du XXIe siècle, Charbonnages de France matérialise la tête de puits. Le BRGM y effectue des inspections chaque année. Il subsiste l'entrée de la fosse, le logement du garde, et un bâtiment.

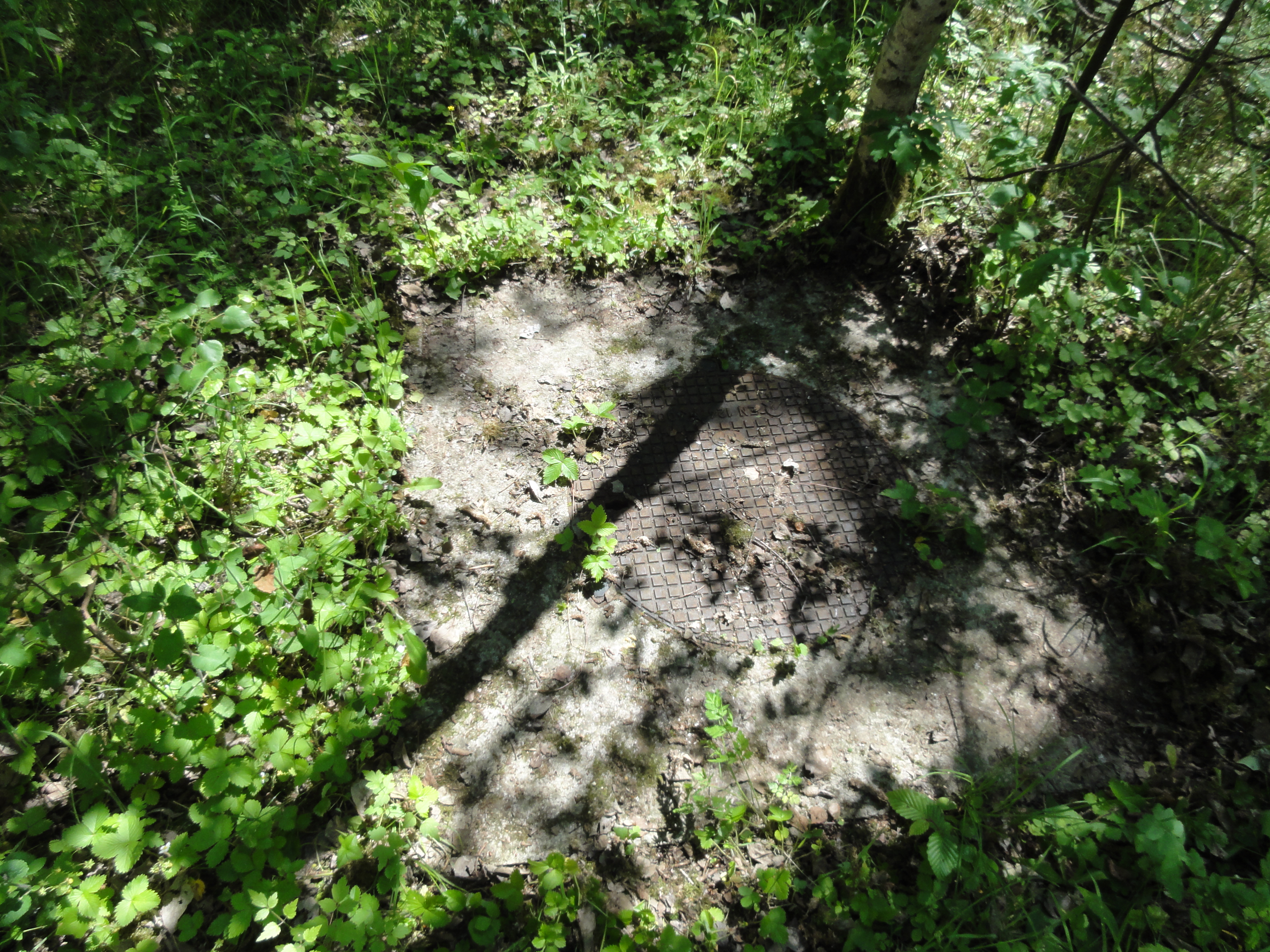
La tête de puits matérialisée.
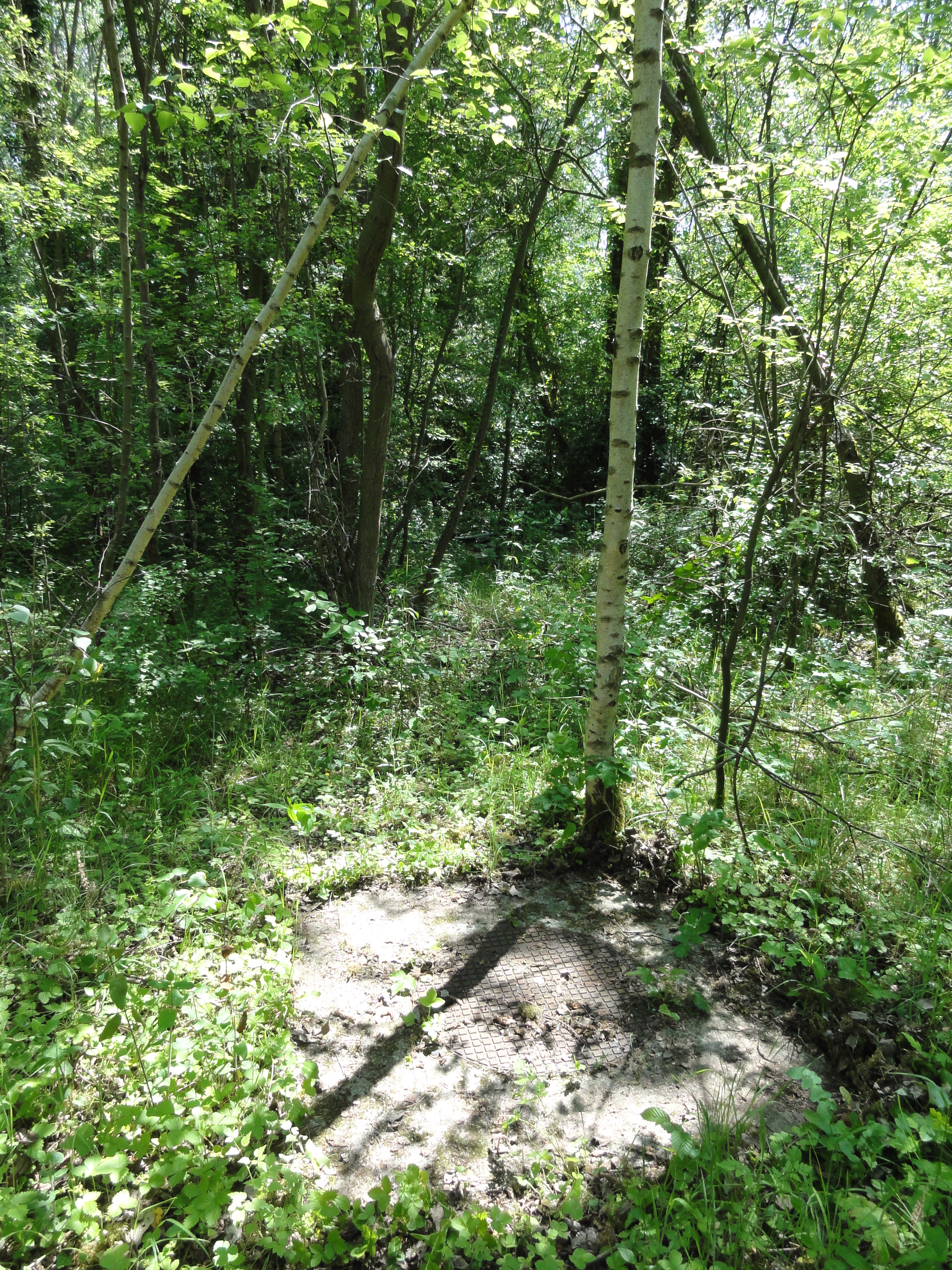
Le puits dans son environnement.
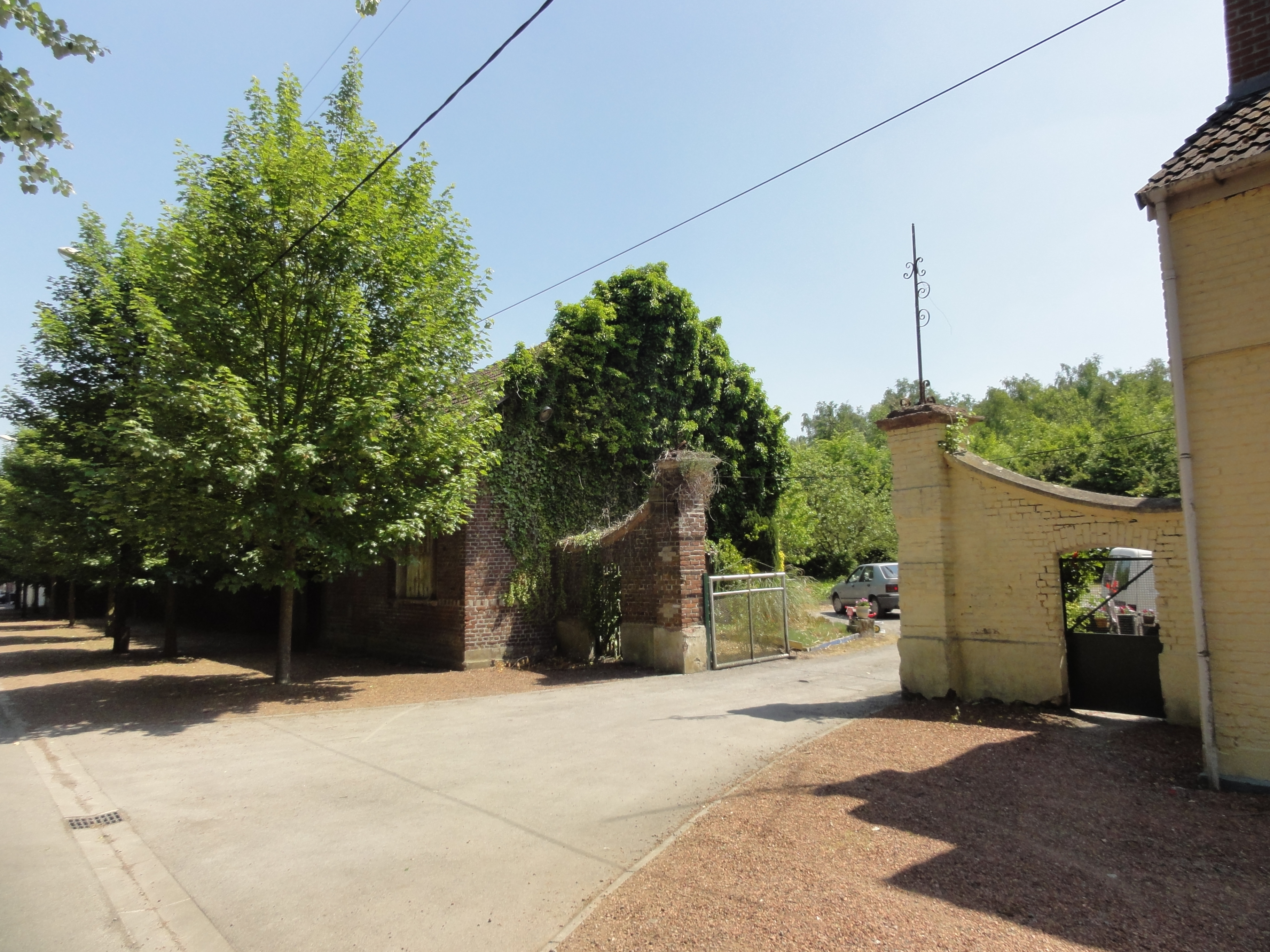
L'entrée de la fosse.
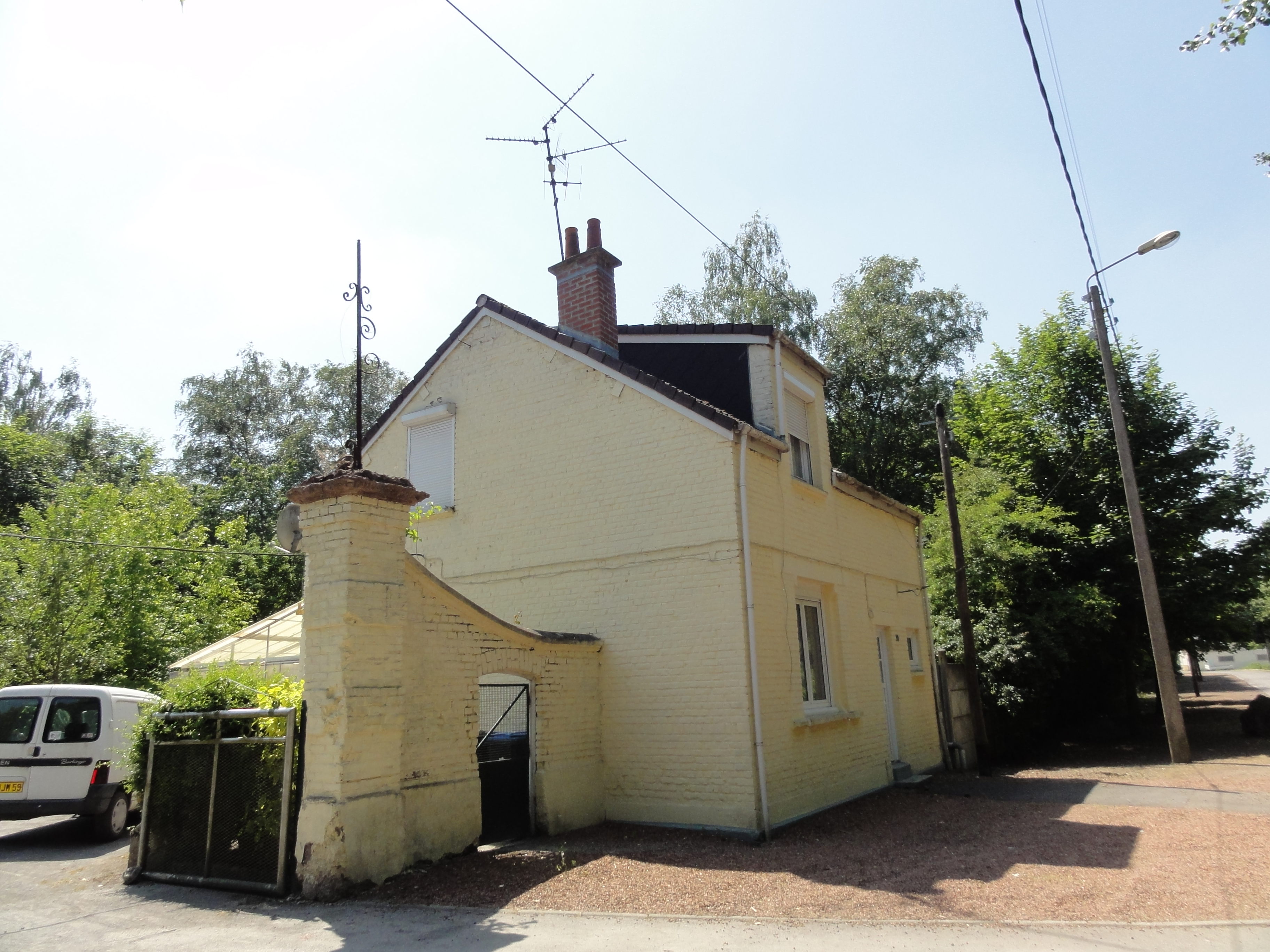
Le logement du garde.
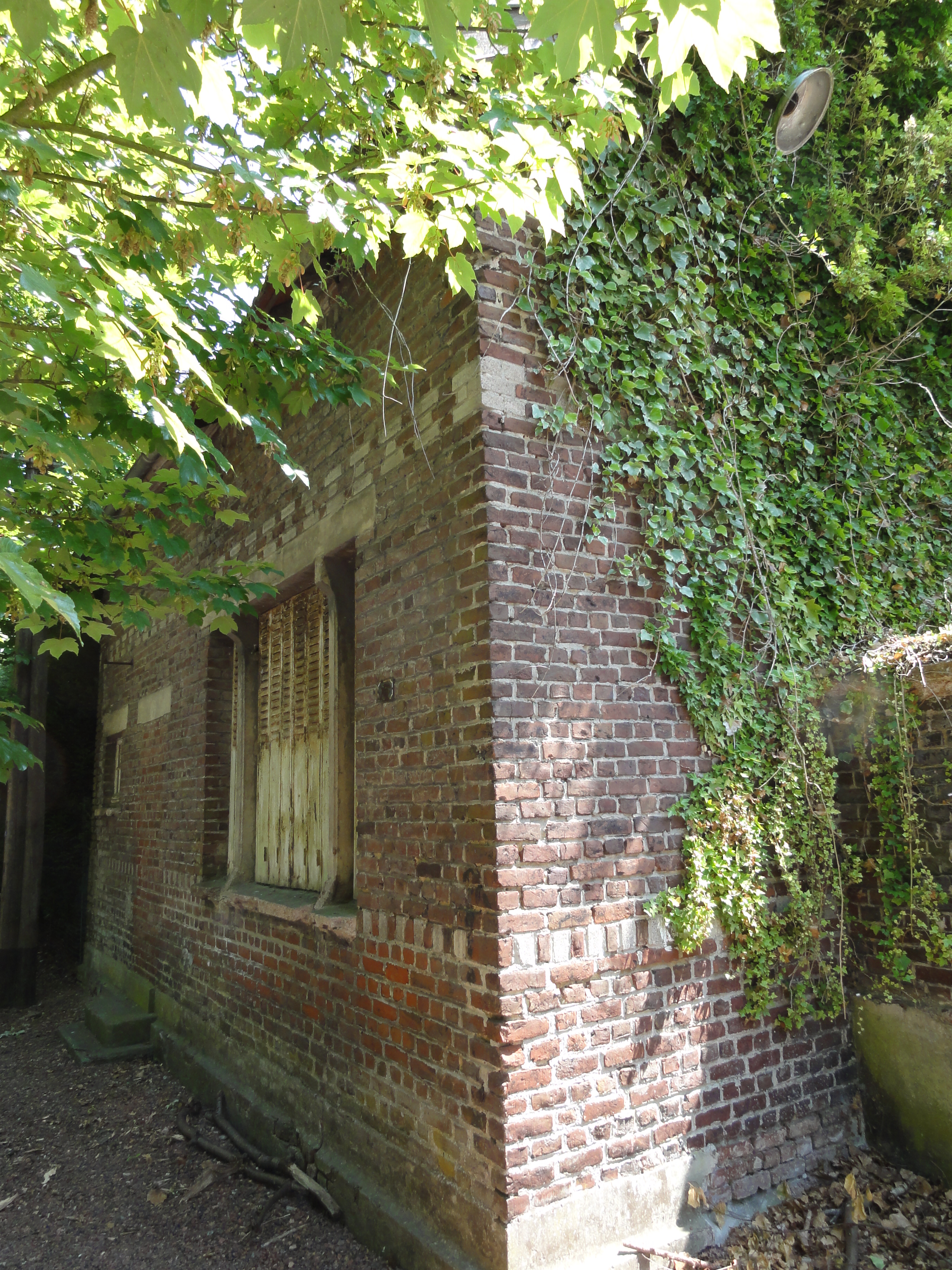
Détail d'un des murs du bâtiment.
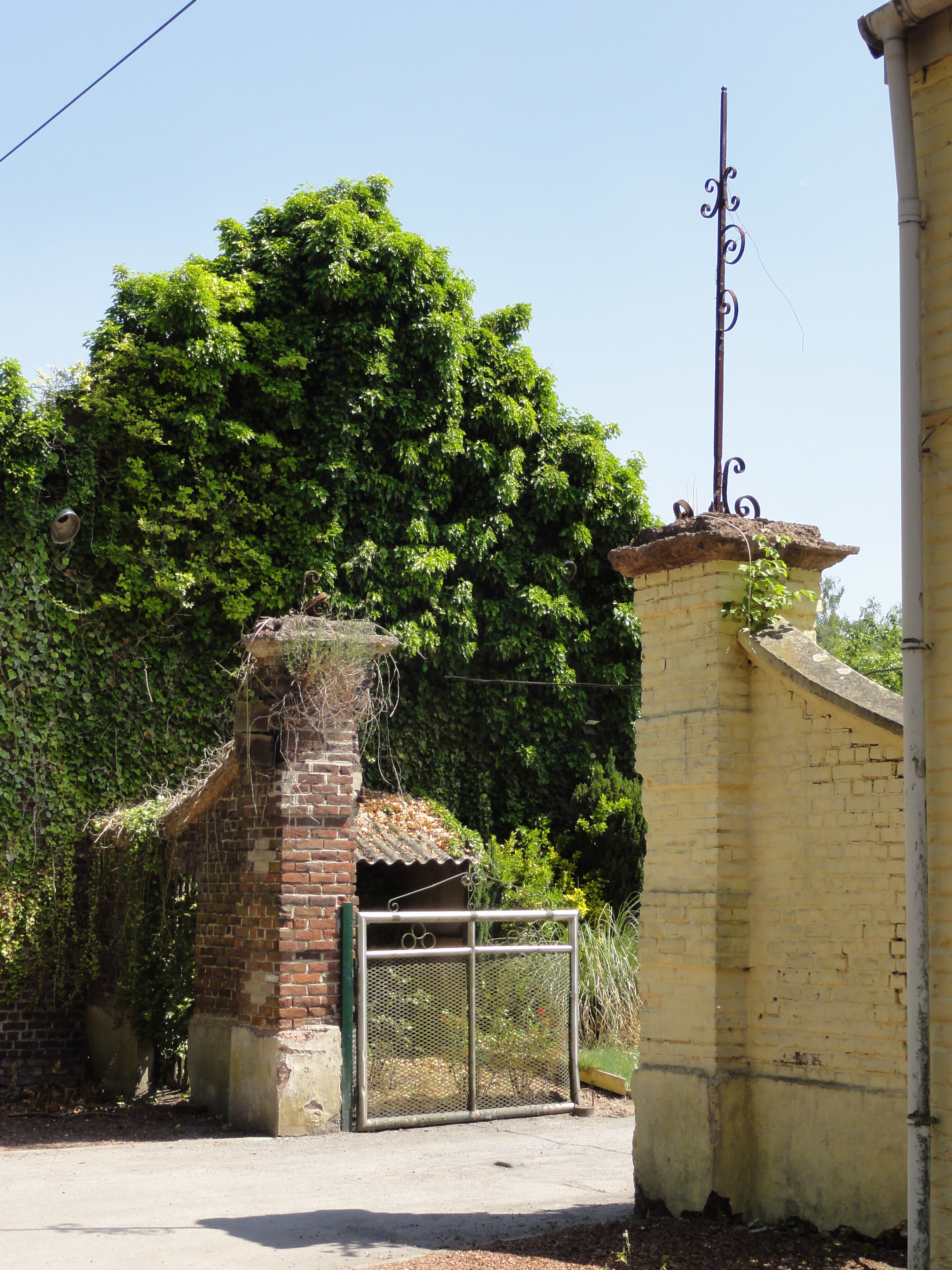
L'entrée.

## Le terril

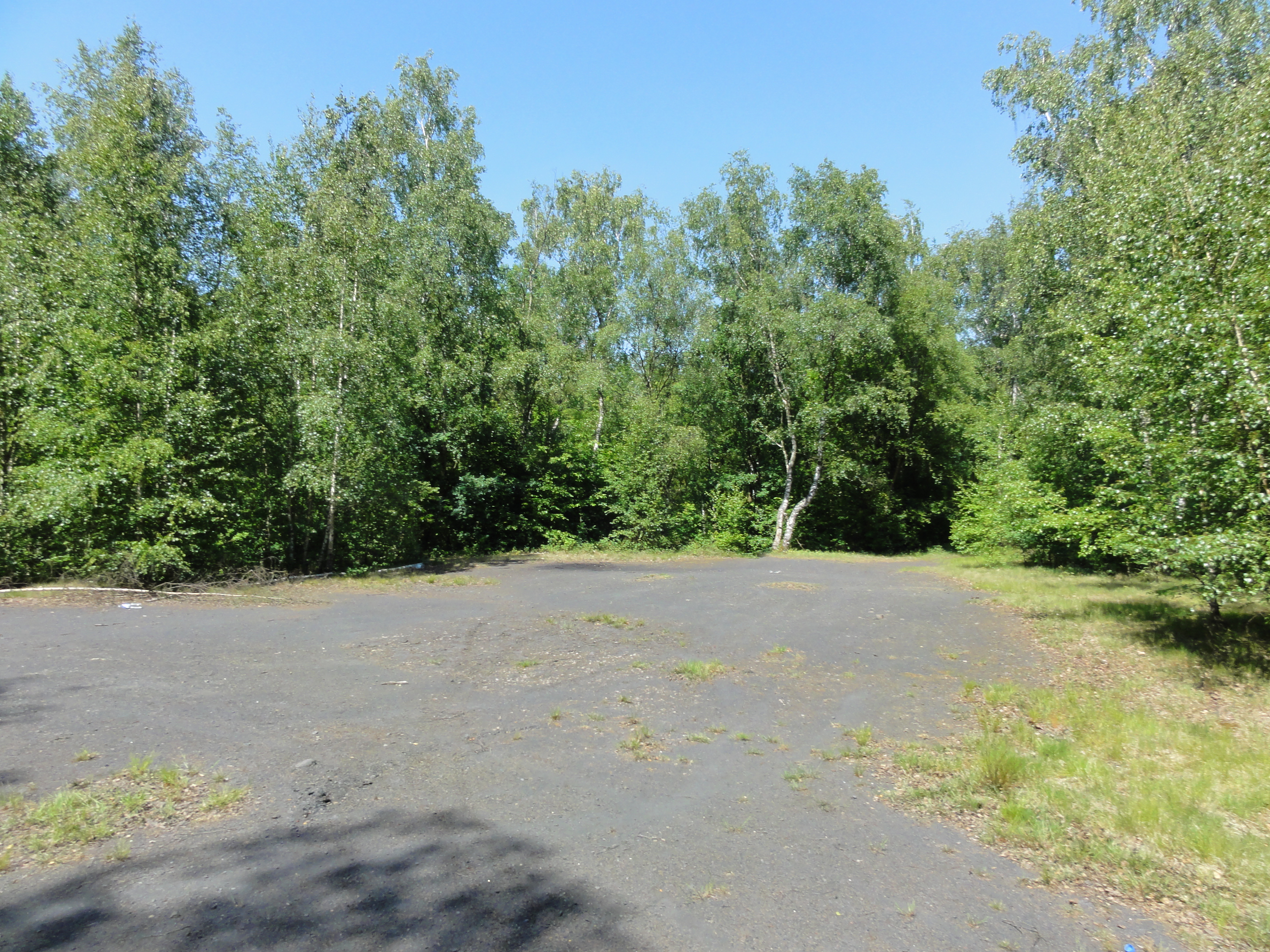
Le terril Vicoigne Ouest.

50° 24′ 28″ N, 3° 27′ 46″ E
Le terril no 173A, Vicoigne Ouest, est situé à Raismes, dans le hameau de Vicoigne, au nord de la fosse no 3 des mines de Vicoigne, qui l'alimentait. Il est plat, de faible hauteur, très étendu, et boisé. Il a été partiellement exploité,.

## Les cités
Des cités ont été bâties aux abords de la fosse no 3. Le modèle d'habitations groupées par cinq peut être retrouvé dans les cités des fosses nos 11 et 11 bis, de la Compagnie des mines de Nœux, et regroupant six habitations dans les cités de la fosse no 2 de la Compagnie des mines de Drocourt, ces deux compagnies appartenant à la Compagnie de Vicoigne.

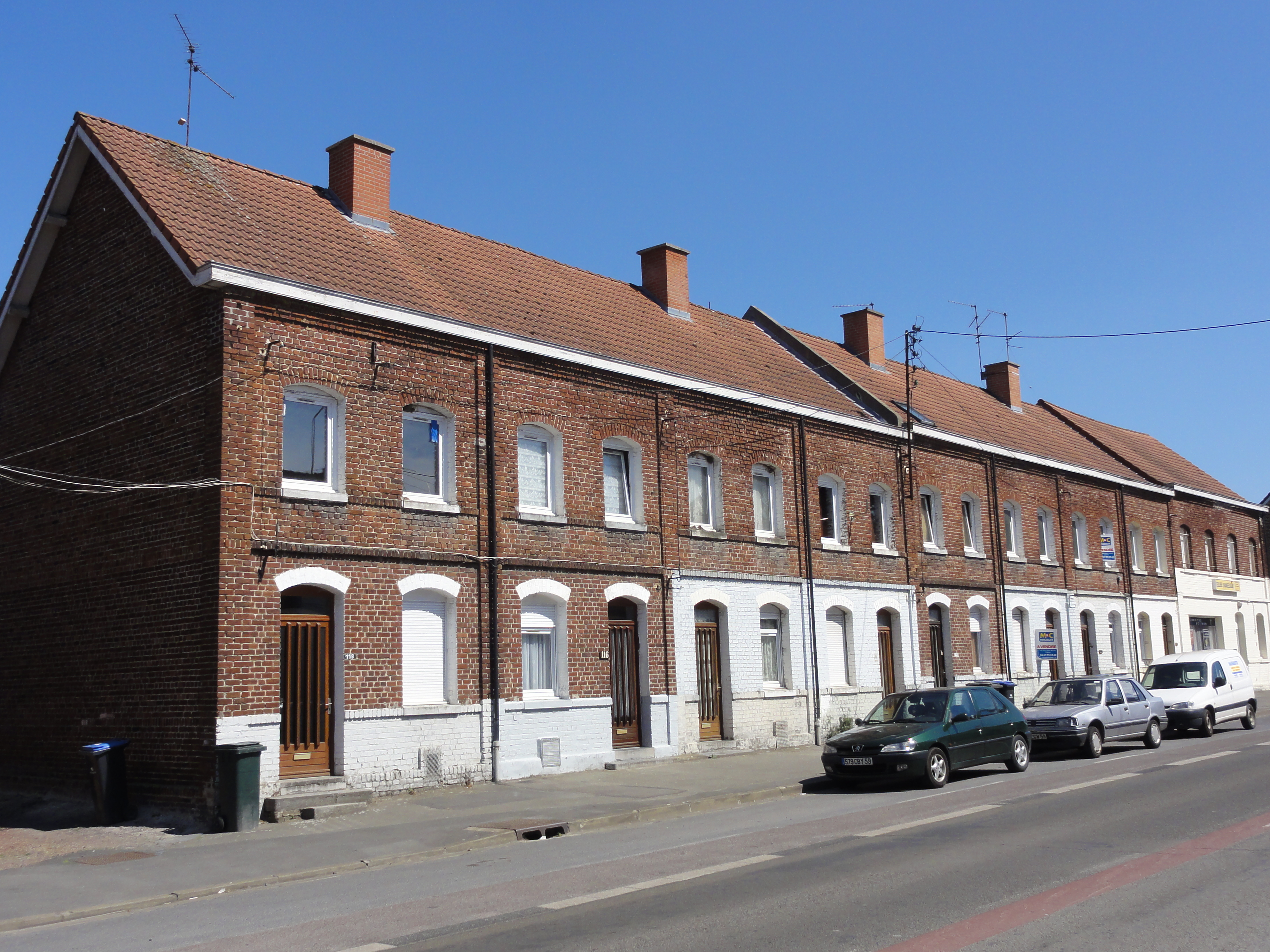
Des corons.
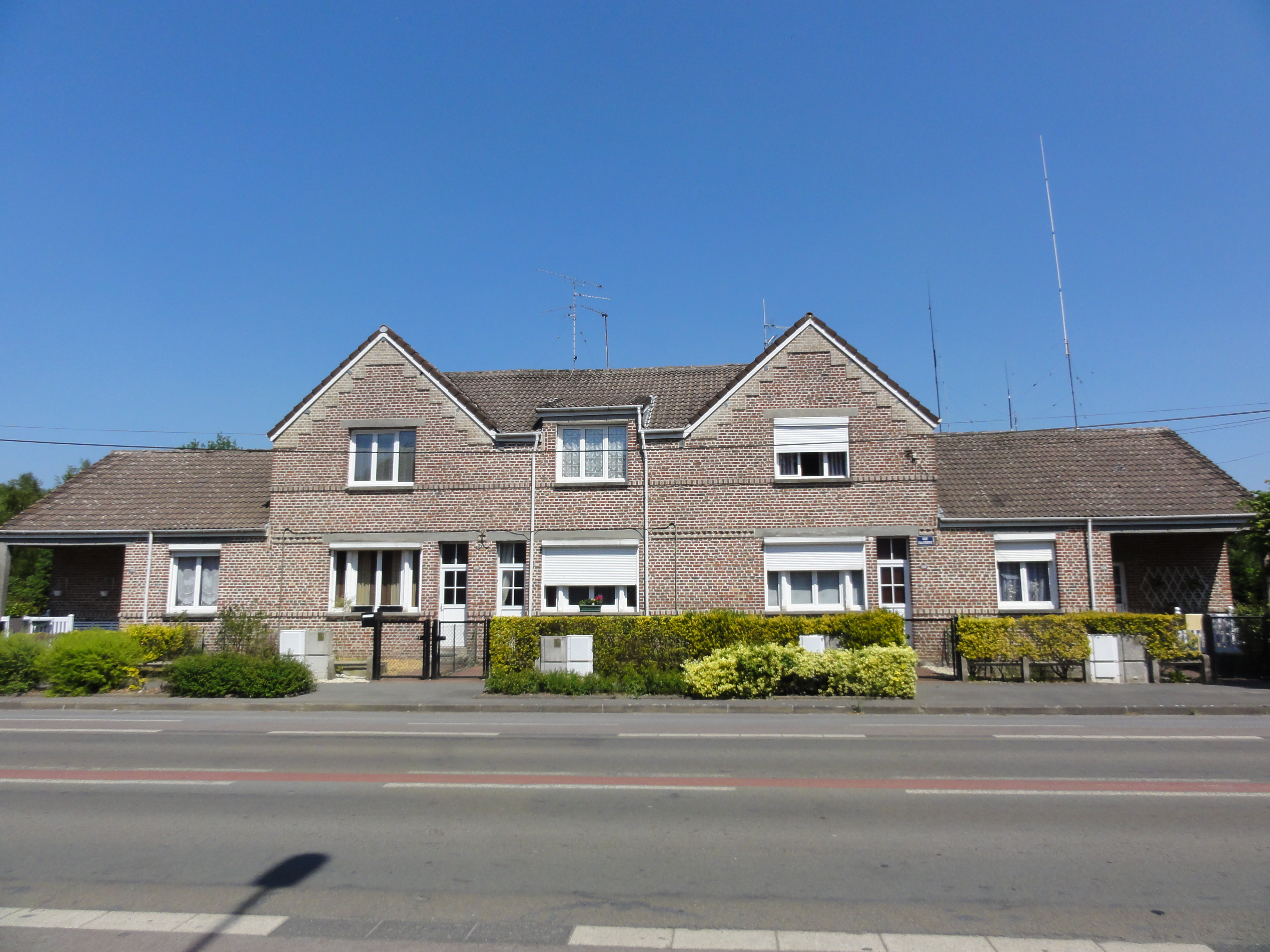
Des habitations groupées par cinq.
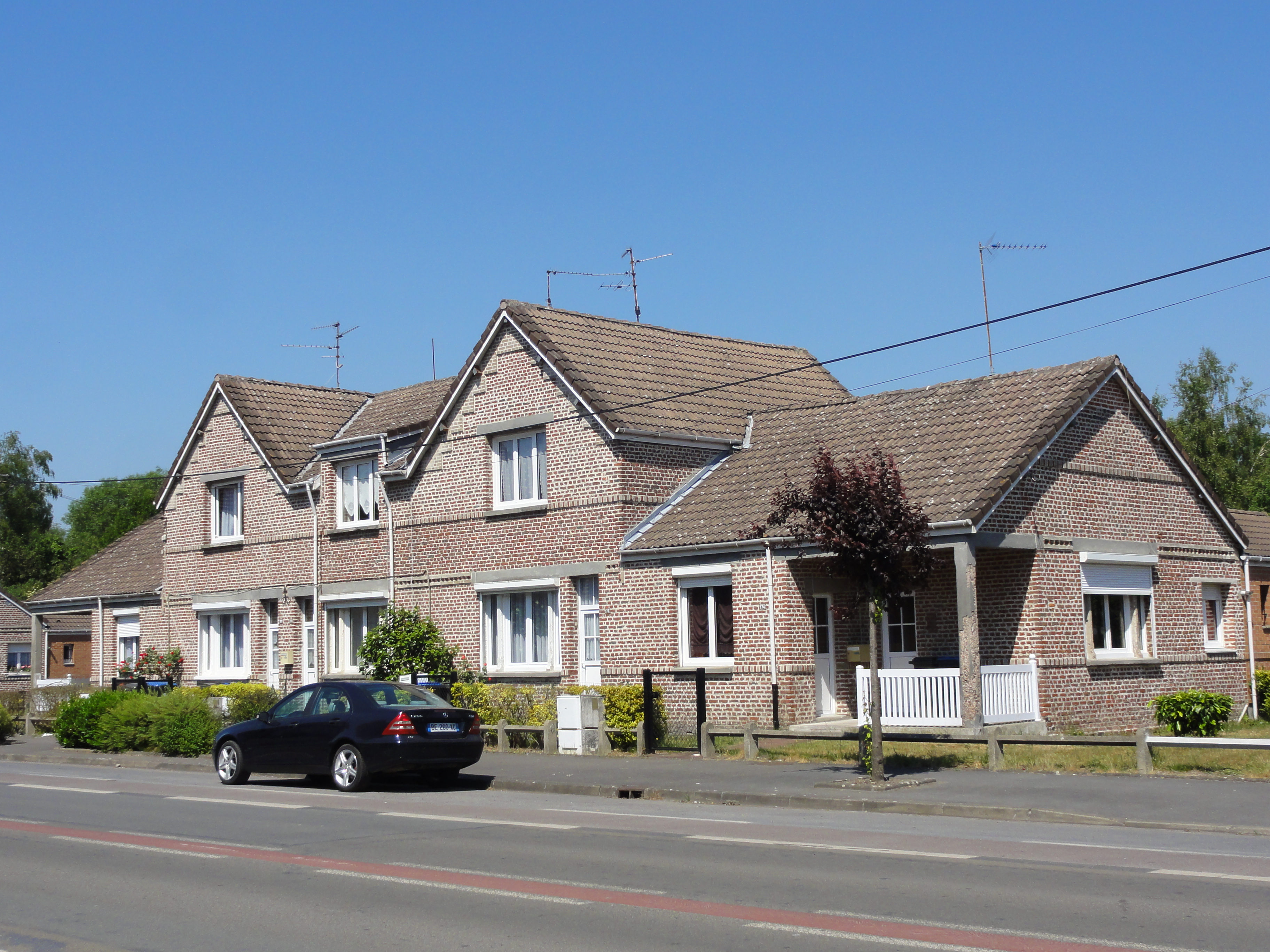
Des habitations groupées par cinq.
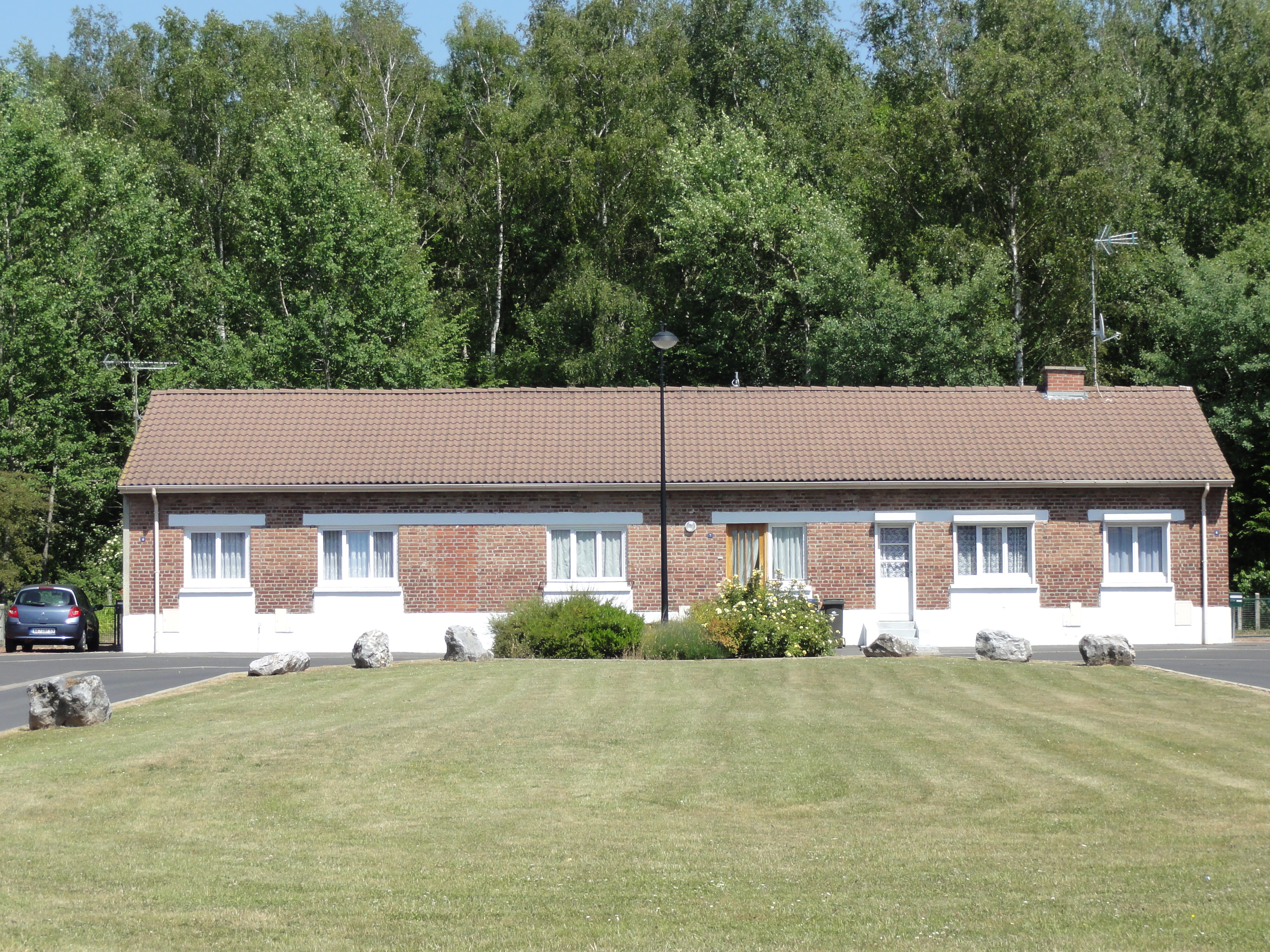
Des habitations post-Nationalisation.
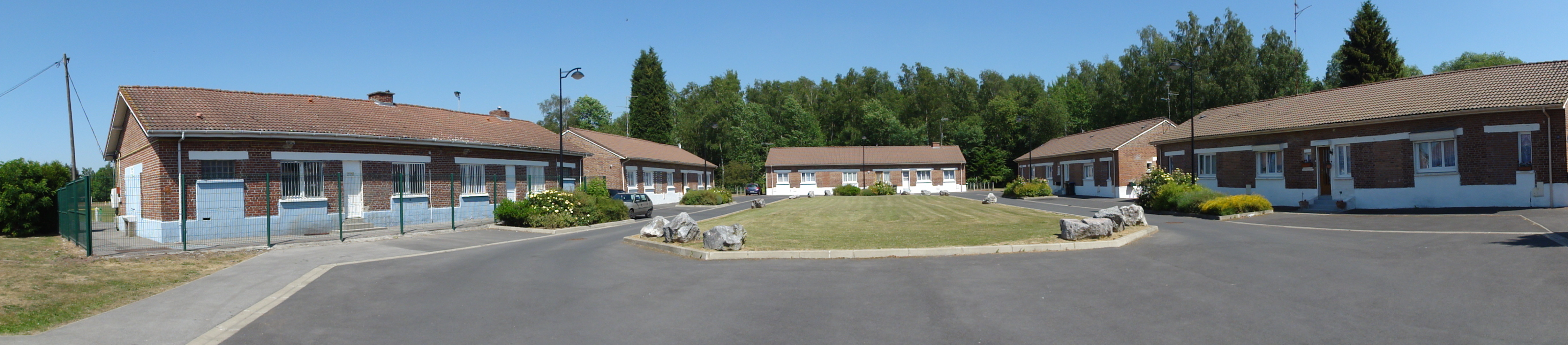
Panorama d'habitations post-Nationalisation.